# 広瀬総士
広瀬 総士（ひろせ そうし、1970年 - ）は、日本のイラストレーター。宮城県仙台市出身。東京都豊島区在住。1992年からフリーのイラストレーターとして活動。ライトノベルの挿絵やカードイラストなど、幅広く活動している。美少女ゲーム雑誌Colorful PUREGIRLでCG講座が掲載されたこともある。

## 作品

### 挿絵
- KaNa～哀～（為我井徹）
- 闇魔術師ネフィリス（梅津裕一）
- ワイルドアームズ ザ フォースデトネイター
- メフィストの魔弾（嬉野秋彦）

### カードイラスト
- 三国志大戦